# Bátori Ármin
Bátori Ármin, született Kohn, névváltozat: Báthori (Bakonymagyarszombathely, 1859. május 10. – Budapest, Ferencváros, 1927. november 10.) zoológus és botanikus, gimnáziumi tanár.

## Élete
Kohn (Báthori) Mór kereskedő és Márkus Háni (Fanni) fia. 1883-ban a Budapesti Tudományegyetemen tanári diplomát szerzett. Pozsonyban és Turócszentmártonban polgári és kereskedelmi iskolákban, Déván a főreáliskolában, Szegeden és Budapesten főgimnáziumokban tanított.
Házastársa Frankl Ernesztina (Netti) volt, Frankl Lipót alkusz és Nasch Fáni lánya, akivel 1890. június 30-án Pozsonyban kötött házasságot. 22 évvel élte túl férjét, elhunyt 1949. szeptember 23-án Budapesten. Halálát vastagbélrák okozta.

## Önálló munkái
- A Cesiodák és Trematodák alak-, élet-és bonctana (1891)
- Veszprém az Árpádok alatt
- A virágoknak szobában való eltartása és gondozása
- Képek az állatok világából
- Növénytani táblázatok (1906)
- Hazai bogarak és rovarok gyűjteménye (1906)
- Hazai lepkék gyűjteménye (1907)
- Ásványtani képes atlasz
- Herbárium és Növényhatározó (1907)
- Havasi növények gyűjteménye (1908)
- A madarak védelme és szerepe a mezőgazdaságban (pályanyertes munka, 1909)